# Kostel Povýšení svatého Kříže (Černovice)
Kostel Povýšení svatého Kříže je římskokatolický farní kostel. Původně gotický kostel, do barokní podoby přestavěný v 18. století, stojí na Mariánském náměstí v Černovicích u Tábora. Kostel spolu se samostatně stojící zvonicí a sloupem s Madonou je chráněn jako kulturní památka.

## Historie

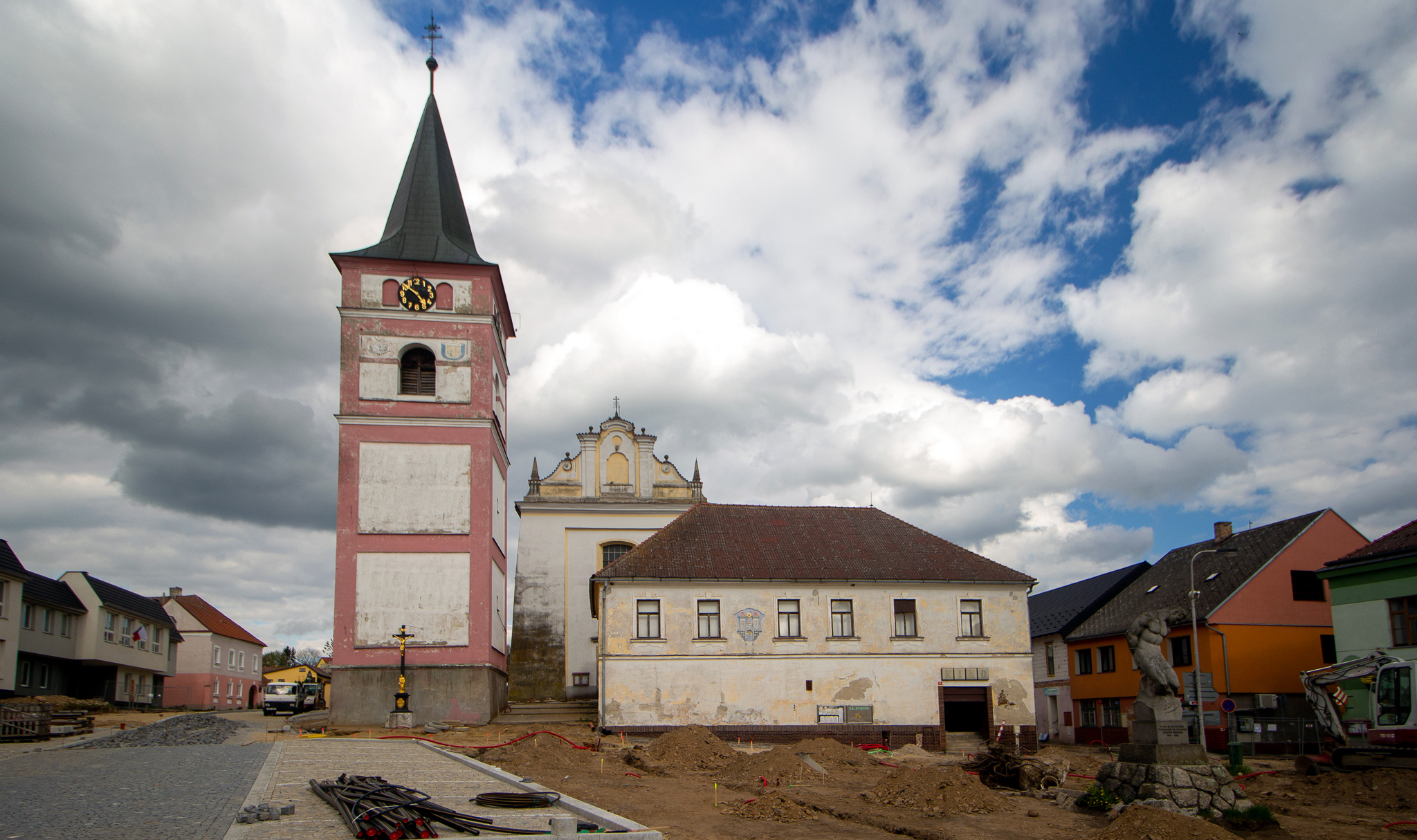
Kostel svatého Kříže s věží (vlevo) a farou (uprostřed dole)

Kostel v Černovicích je zmiňován již koncem 14. století. Další zmínka se vztahuje k roku 1457, kdy se při vpádu vojska Zdeňka ze Šternberka do kostela ukryli obyvatelé městečka a chtěli se zde bránit. Za Martina Jindřicha Paradise z Eschaide byl pravděpodobně před rokem 1668 postaven nový kostel, který však vyhořel a byl znovu barokně přestavěn za Josefa Jana Maxmiliána Kinského roku 1737. Další opravy proběhly po požáru v roce 1796, který postihl i sousední zvonici z 16. století. 
Kostel byl do roku 1490 filiálním při kostelu v Dobešově, poté byl kostelem farním, roku 1824 se stal děkanským.

## Architektura
Kostel je jednolodní obdélná stavba bez ozdob, s pravoúhlým presbytářem, po stranách doplněná oratoří a sakristií a zpevněná opěrnými pilíři. Průčelí zakončené trojúhelníkovým volutovým štítem je členěné lizénami; nad vchodem je umístěn erb rodu Kinských. Boční stěny mají po třech segmentových oknech, další okna jsou v průčelí a v presbytáři.
Samostatně stojící zvonice, v jádru gotická, má dnešní podobu z poslední úpravy po požáru roku 1857, kdy shořela barokní báň ve tvaru makovice a nahradila ji pseudoslohová jehlanovitá střecha. Uvnitř jsou tři zvony z roku 1926; hodinový stroj a ciferníky pocházejí z roku 1941. Věž zdobí dva erby: Paradisů z Eschaide a obnovitelů stavby manželů Schönburgových.
Interiér kostela je rozčleněn sdruženými pilastry s jónskou hlavicí, nástavcem a římsou, na nichž spočívá valená klenba s lunetami. Presbytář je oddělen od lodi triumfálním obloukem  a zaklenut křížovou klenbou. Nad vchodem se nachází kruchta. Klenba je zdobená nástropními freskami od kutnohorského malíře Jana Vysekala: pocházejí z roku 1898 a dosud jsou původní, neopravované.

## Zařízení
Hlavní oltář je novorenesanční z roku 1882. Oltářní obraz Povýšení svatého Kříže vytvořil A. Bayer v roce 1809. Boční oltáře, zasvěcené svaté Anně a svaté Barboře, pocházejí z poloviny 18. století. Výzdobu doplňují tři obrazy od zdejšího kaplana Bedřicha Kamarýta. Cenná je pozdně gotická dřevěná socha Panny Marie z počátku 16. století, která sem byla přenesena z Dobešova. V interiéru se dále nachází kamenná křtitelnice z 16. století a náhrobní kámen z roku 1721.